# برتالان هایتوش
برتالان هایتوش (مجاری: Hajtós Bertalan؛ زادهٔ ۲۸ سپتامبر ۱۹۶۵) جودوکار اهل مجارستان بود.